# Our Chalet
Our Chalet ist eines der vier Begegnungszentren der World Association of Girl Guides and Girl Scouts (WAGGGS), also des Weltverbandes der Pfadfinderinnen. Der Name Our Chalet ist ein Wortspiel, so bezieht es sich zum einen auf einen in ländlichen Gebieten der Schweiz vorkommenden Gebäudetyp, dem Chalet (frz. chalet; von lateinisch cala «geschützter Ort»).

## Geographie
Das Zentrum Our Chalet befindet sich auf 1350 m ü. M. in Adelboden im Berner Oberland in der Schweiz, am Fuss des Lohners zwischen den Ortsteilen Boden und Hirzboden.

## Geschichte
Das Chalet wurde 1932 von Olave Baden-Powell, Mitbegründerin der Pfadfinderinnenbewegung WAGGGS und Ehefrau von Robert Baden-Powell dem Begründer der Pfadfinderbewegung, eröffnet. 1999 kam ein weiteres Chalet dazu, der «Spycher». In beiden Gebäuden wurden Einzelzimmer aber auch Mehrbettzimmer bis zu sieben Personen, sowie im grossen Chalet einen Schlafsaal für bis zu achtzehn Personen, geschaffen.
Teil des Zentrums ist das neben dem Chalet stehende «Squirrel House», das als Selbstversorgerhaus Platz für etwa 16 Personen bietet. Das etwas höher als das Zentrum liegende «Baby Chalet» bietet etwa vier Personen Platz. Später wurde ein Zeltplatz und das Lagerhaus «Edelweisshütte» geschaffen, um den wachsenden Ansprüchen der Gäste zu genügen.

## Nutzung
Es dient als Begegnungszentrum für Pfadfinder und vor allem Pfadfinderinnen aus aller Welt. Zudem gilt das Zentrum als Ausgangspunkt vielfältiger Pfadfinderaktivitäten wie beispielsweise Wandern, Wintersport und Exkursionen ins Berner Oberland.
Die vier weiteren Weltzentren von WAGGGS befinden sich in Mexiko (Our Cabaña), England (Pax Lodge), Indien (Sangam) und Afrika (Kusafiri). Letzteres wandert, ändert somit regelmässig den Standort. Es besuchte unter anderem Madagaskar, Kenya, Rwanda, Nigeria und Ghana.